# کیریل انتوننکو
کیریل انتوننکو (انگلیسی: Kiril Antonenko؛ زادهٔ ۱۴ فوریهٔ ۱۹۹۱) بازیکن فوتبال اهل اوکراین است.